# Windows Template Library
Windows Template Library (WTL) je open source, objektově orientované Win32 zapouzdření C++ knihovny od Microsoftu. Bylo vyvinuto jako alternativa k Microsoft Foundation Classes. WTL rozšiřuje ATL Microsoftu, má API pro programování COM a pro tvorbu ActiveX prvků.
Microsoft poskytuje zdrojový kód WTL volně pod open source licencí CPL, Microsoft ji umístil na SourceForge – internetové úložiště open source zdrojových kódů.